# Острови в Сърбия
Списък на езерните острови в Сърбия
- 1. Сопотник – 0,68 км² (в Зворнишко езеро)
- 2. Читлук – 0,6 км² (в Зворнишко езеро, спорен между Сърбия и Босна и Херцеговина)
- 3. Амаич – 0,53 км² (в Зворнишко езеро)
- 4. Жабалски остров – 0,5 км² (в ез. Жабал [ез. природен парк „Йегричка“])
- 5. Цулински остров (Цулине) - 0,35 км² (в Зворнишко езеро)
- 6. Роджака – 0,3 км² (в Зворнишко езеро, спорен между Сърбия и Босна и Херцеговина)
- 7. Шолаевски остров – 0,27 км² (в риб. ез. Сутиеска [Вештачко езеро])
- 8. Дуги Дел – 0,0784 км² (във Власинско езеро)
- 9. Радмилович (Радмиловишки остров) – 0,075 км² (в Гружанско езеро)
- 10. Войнович остров – 0,074 км² (в риб. ез. Сакуле)
- 11. Стари Пашняк – 0,045 км² (в ез. Зобнатица)
- 12. Хайдуков остров – 0,041 км² (в ез. Лудаш [Лудашко езеро])
- 13. Баждарски остров – 0,0405 км² (в ез. Сеница)
- 14. Караджорджев остров – 0,04 км² (в ез. Зобнатица)
- 15. Йоцина (Йоцина Ада, Йоцина Викендица) – 0,0398 км² (в риб. ез. Бечей)
- 16. Орешкович остров – 0,0395 км² (в риб. ез. Сутиеска [Вештачко езеро])
- 17. Ленжинов остров – 0,03 (в ез. Зобнатица)
- 18. Бикара – 0,029 км² (в риб. ез. Бечей)
- 19. Орах – 0,025 км² (в Кърваво езеро [ез. Собе])
- 20. Вранеша – 0,02 км² (в Златарско езеро)
- 21. Стратория – 0,0182 км² (във Власинско езеро)
- 22. Тополски остров – 0,01 км² (в ез. Зобнатица)
- 23. Шапонски остров – 0,009 км² (в ез. Сеница)
- 24. Джуринович (Джуриновишки остров) – 0,0089 км² (в ез. Сеница)
- 25. Елемир – 0,0085 км² (в ез. Окан)
- 26. Шлункарски остров – 0,008 км² (в ез. Шлункара)
- 27. Кучин остров – 0,0071 км² (в Потпецко езеро)
- 28. Изберовишки остров - 0,007 км² (в Газиводско езеро)

Списък на речните острови в Сърбия
- 1. Панчевачки рит (Падинска скела, Палилула, Падиняк) - 378.6 км² (между р. Дунав и р. Тимиш [Тамиш])
- 2. Костолац (Островул Костолац, Острово) - 60 км² (в р. Дунав)
- 3. Ковилски рит (Ковилско-Петроварадински рит) - 20 км² (в р. Дунав)
- 4. Овчанска Ада - 12 км² (в р. Дунав)
- 5. Борчанска Ада - 10 км² (в р. Дунав)
- 6. Бисерен остров (Бисерно Острово) - 9,8 км² (в р. Тиса)
- 7. Дунавац - 9,3 км² (между Дунав, Тимиш и Бук)
- 8. Острово Велико Градище - 9 км² (в р. Дунав)
- 9. Стайчевски остров - 8,5-9 км² (на р. Бегей, в резервата "Царска бара")*
- 10. Кърчединска Ада - 8 км² (в р. Дунав)
- 11. Шаренград (Шаренградска ада) - 6,7 км² (в р. Дунав)
- 12. Смедеревска ада - 6 км² (в р. Дунав)
- 13. Чапла (Чапля) - 5,82 км² (в р. Дунав)
- 14. Щефанац (Стефанац) - 5,505 км² (в р. Дунав)
- 15. Сусечка ада (Велика Ада, Голема Нещинска Ада) - 4 км² (в р. Дунав)
- 16. Форконтумац - 3,917 км² (в р. Дунав)
- 17. Бегечка ада - 3,5 км² (в р. Дунав)
- 18. Ябучки остров - 2,8 км² (р. Тимиш [Тамиш])
- 19. Сингалия (Ада Циганлия) - 2,72 км² (в р. Сава)
- 20. Прелошчица - 2,7 км² (в р. Сава)
- 21. Дунавац (Сремска ада) - 2,6 км² (в р. Дунав)
- 22. Провска Ада (Подгоричка ада) - 2,5 км² (в р. Сава)**
- 23. Омоличка ада - 2,45 км² (в р. Дунав)
- 24. Велика Прилепачка ада - 2,43 км² (в р. Южна Морава, дясна съставяща на р. Велика Морава)
- 25. Мачков пруд - 2,4 км² (в р. Дунав)
- 26. Варошвиз - 2,35 км² (в р. Дунав)
- 27. Черевичка ада (Церевичка ада) - 2,3 км² (в р. Дунав)
- 28. Велика Адика - 2,28 км² (в р. Дрин)
- 29. Дубовачка ада - 2,25 км² (в р. Дунав)
- 30. Куличка Ада - 2,21 км² (в р. Велика Морава)
- 31. Голям Военен остров - 2,11 км² (в р. Дунав)
- 32. Остров Вуковар (Вуковарска ада, Вуковар) - 2 км² (в р. Дунав, спорен между Сърбия и Хърватия)
- 33. Чаклянац - 1,59 км² (в р. Дунав)
- 34. Сланкаменска ада - 1,58 км² (в р. Дунав)
- 35. Мала Адика - 1,57 км² (в р. Дрин)
- 36. Баткова Ада - 1,56 км² (в р. Дунав)
- 37. Грочанска Ада - 1,54 км² (в р. Дунав)
- 38. Петроварадинска (Рибарска) ада - 1,52 км² (в р. Дунав)
- 39. Белярица (Билярица) - 1,51 км² (в р. Дунав)
- 40. Каменичка Ада (Каменичко острово) - 1,5 км² (в р. Дунав)
- 41. Тителска ада - 1,49 км² (в р. Дунав)
- 42. Ада Киртош - 1,48 км² (в р. Дунав)
- 43. Исаковица ада - 1,47 км² (в р. Дрин)
- 44. Нещинска ада - 1,46 км² (в р. Дунав)
- 45. Дреновачка Ада - 1,455 км² (в р. Сава)
- 46. Лочка Ада - 1,44 км² (в р. Дунав)
- 47. Кожара - 1,43 км² (в р. Дунав)
- 48. Ада Скеланска (Скелянска Ада) - 1,3 км² (в р. Сава)
- 49. Велика Белегишка ада (Велика Ада, Белегиш) - 1,1 км² (в р. Дунав)
- 50. Ада Чибуклия - 1,05 км² (в р. Дунав)
- 51. Жилова ада - 1,04 км² (в р. Дунав)
- 52. Барандски остров - 1,035 км² (в р. р. Тимиш [Тамиш])
- 53. Южна Ченташка ада - 1,03 км² (в р. Тимиш [Тамиш])
- 54. Драгоевачка ада - 1,01 км² (в р. Голийска Моравица, дясна съставяща на р. Западна Морава)
- 55. Челаревска ада - 1 км² (в р. Дунав)
- 56. Танацка Ада - 0,9 км² (в р. Уна)
- 57. Фаркаждински остров - 0,88 км² (в р. Тимиш [Тамиш])
- 58. Кничанска ада (Тителска ада) - 0,875 км² (в р. Тиса]
- 59. Южен Барандски остров - 0,87 км² (в р. Тимиш [Тамиш])
- 60. Завойска ада - 0,85 км² (в р. Дунав)
- 61. Очагенска ада - 0,84 км² (в р. Дрин)
- 62. Сурдукска ада - 0,83 км² (в р. Дунав)
- 63. Длинска ада - 0,825 км² (в р. Западна Морава)
- 64. Пърняворска ада - 0,82 км² (в р. Дрин)
- 65. Ада Калех (Адакале, Ада Кале, залят остров) - 0,8 км² (в р. Дунав)
- 66. Ада Хужа (Ада Хуя) - 0,7 км² (в р. Дунав)
- 67. Любавно острово (Любовен остров) - 0,65 км² (в р. Дунав)
- 68. Церовишка ада - 0,64 км² (в р. Уна)
- 69. Костайнишка ада (Дворска ада) - 0,63 км² (в р. Уна)
- 70. Полявнишка ада - 0,625 км² (в р. Уна)
- 71. Шашицева ада - 0,62 км² (в р. Дунав)
- 72. Сакулски остров - 0,618 км² (в р. Тимиш [Тамиш])
- 73. Мърдженовачка Ада - 0,615 км² (в р. Сава)
- 74. Старчевачка Ада (Ада Старчево) - 0,61 км² (в р. Дунав)
- 75. Мишарска Ада - 0,605 км² (в р. Сава)
- 76. Субичева ада - 0,6 км² (в р. Дунав)
- 77. Брестовачка Ада - 0,594 км² (в р. Дунав)
- 78. Жарковачка ада - 0,592 км² (в р. Дунав)
- 79. Ченташки остров - 0,591 км² (в р. Тимиш [Тамиш])
- 80. Рибарско острво - 0,59 км² (в р. Дунав)
- 81. Лучанска ада - 0,589 км² (в р. Южна Морава, дясна съставяща на р. Велика Морава)
- 82. Маргита - 0,588 км² (в р. Тимиш [Тамиш])
- 83. Лединска ада (Мали Мачак) - 0,586 км² (в р. Дунав)
- 84. Вражогърначки остров - 0,583 км² (в р. Тимок)
- 85. Белобрежка ада - 0,582 км² (в р. Дунав)
- 86. Санадинска ада - 0,582 км² (в р. Тиса)
- 87. Ядарска ада - 0,581 км² (в р. Дрин, спорен между Сърбия и Босна и Херцеговина)
- 88. Баричка Ада (Острво Спруд) - 0,58 км² (в р. Сава)
- 89. Прогарска ада - 0,578 км² (в р. Сава)
- 90. Сибнички остров - 0,575 км² (в р. Сибница)
- 91. Мужлянска ада - 0,573 км² (в р. Тиса)
- 92. Янда - 0,57 км² (в р. Дунав)
- 93. Матичка ада - 0,568 км² (в р. Дунав)
- 94. Южен Сакулски остров - 0,56 км² (в р. Тимиш [Тамиш])
- 95. Амалиевска ада - 0,55 км² (в р. Дрин, спорен между Сърбия и Босна и Херцеговина)
- 96. Орашачка ада - 0,545 км² (в р. Сава)
- 97. Ракиас Нообина - 0,54 км² (в р. Дунав)
- 98. Гаврина ада - 0,43 км² (в р. Дунав)
- 99. Голич - 0,4 км² (в р. Дунав)
- 100. Купусище - 0,39 км² (в р. Тимиш [Тамиш])

- Заб.1: Остров Стайчевски (Стайчевска ада) се намира в природния резерват Царска бара, с площ 11 км² (от които само 4,726 км² е езеро, останалата част е заблатена). Въпреки това Царска бара е посочено като третото по големина езеро в Сърбия след Власинското езеро и Засавица. Остров Стайчевски е на река Бегей, но попада изцяло и в резервата Царска бара. От една страна може да се разглежда като речен остров, но от друга е в блатото (езерото). Затова може да се каже, че е и най-големият езерен остров на Сърбия.
- Заб.2: Островите: Провска Ада (Подгоричка ада) - 2,5 км², Ада Скеланска (Скелянска Ада) - 1,3 км², Мърдженовачка Ада - 0,615 км², Орашачка ада - 0,545 км², Купинова ада - 0,381 км², Къртинска ада - 0,36 км², Драгойевацка ада - 0,105 км², Обрежка ада - 0,114 км², Мозерова ада - 0,112 км², Дебърцева ада - 0,103 км², Кагалска ада - 0,02 км², Южна Орашачка ада - 0,0103 км², Западна Мърдженовачка ада - 0,0101 км² и Мала Орашачка ада - 0,007 км² са в река Сава, но също така са и в района на природния резерват „Обска бара“, а Обска бара се води на 10-то място сред езерата в Сърбия, въпреки че е заблатена територия.